# Francis Bonfanti
Pour les articles homonymes, voir Bonfanti.
Francis Bonfanti est un ingénieur du son français.

## Biographie
Francis Bonfanti a travaillé à plusieurs reprises avec Paul Vecchiali et Jean-Pierre Mocky.
Il est le fils d'Antoine Bonfanti.

## Filmographie partielle
- 1973 : La Punition de Pierre-Alain Jolivet
- 1975 : Histoire d'aller plus loin de Jérôme Kanapa et Bernard Paul
- 1975 : Il pleut toujours où c'est mouillé de Jean-Daniel Simon
  - Histoire de Paul de René Féret
- 1977 : La Communion solennelle de René Féret
- 1978 : Une page d'amour de Maurice Rabinowicz
  - Haro ! de Gilles Béhat
- 1980 : À vendre de Christian Drillaud
- 1986 : Rosa la rose, fille publique de Paul Vecchiali
- 1988 : Encore de Paul Vecchiali
- 1996 : Zone franche de Paul Vecchiali
- 2002 : Freestyle de Caroline Chomienne
- 2004 : À vot' bon cœur de Paul Vecchiali
  - Insurrection/résurrection de Pierre Merejkowsky
- 2005 : By the Ways. A Journey with William Eggleston de Vincent Gérard et Cédric Laty
- 2011 : Crédit pour tous de Jean-Pierre Mocky
- 2012 : L'Orpheline avec en plus un bras en moins, de Jacques Richard
  - Le Mentor de Jean-Pierre Mocky
- 2013 : Le Renard jaune de Jean-Pierre Mocky
- 2014 : Nuits blanches sur la jetée de Paul Vecchiali
  - Calomnies de Jean-Pierre Mocky
- 2015 : C'est l'amour de Paul Vecchiali
- 2016 : Le Cancre de Paul Vecchiali
- 2020 : Un soupçon d'amour de Paul Vecchiali